# قبة غنباكو
'قبة گِـنْباكو (باليابانية: 原爆ドーム) أو قبة القنبلة النووية أو قبة السلام في هيروشيما أو نصب السلام بهيروشيما، هي معلم ياباني يقع في مدينة هيروشيما، كان في الأصل قصرا للمعرض الصناعي لمحافظة هيروشيما. قام المعماري التشيكي يان ليتزل (Jan Letzel) بتصميم هذا المعلم حسب الطراز الأوروبي الغربي سنة 1915 م. أهم ما يميزه هو قبته الفارغة البيضاوية، وواجهته المهدمة.
في يوم 6 أغسطس من سنة 1945 م، وعلى الساعة الثامنة وخمسة عشر دقيقة صباحا، انفجرت القنبلة النووية الأولى وهي على ارتفاع 580 مترا، وعلى 160 مترا فقط جنوبي شرق المبنى. نسفت المباني المجاورة، إلا أن المبنى ونظرا لانفجار القنبلة فوقه تماما فقد ظل قائما، فقط واجهته المحطمة والهيكل المعدني للقبة، بقيا يشهدان على الحدث الرهيب. مع مرور الوقت أصبح يطلق على المبنى اسم قبة غنباكو. في عام 1995 م، اُدرجت آثار المبنى ضمن المعالم التاريخية في اليابان، بعدها بعام واحد، 1996 م، قامت اليونسكو بدورها بإدراجه في قائمة التراث الثقافي العالمي.
يرد ذكر المعلم في لائحة اليونسكو للتراث الثقافي العالمي تحت اسم "معلم هيروشيما من أجل السلام: قبة غنباكو"، وجاء في أسباب اختيار هذا المعلم بالذات: أصبحت القبة معلما عالميا للإنسانية جمعاء، ترمز إلى الأمل في سلام دائم والقضاء النهائي على كل الأسلحة النووية على الأرض. قامت كل من الولايات المتحدة والصين بالاعتراض على هذا الاختيار متحججتين بأن الأسباب التي ذكرت لا تقوم على أية رؤية تاريخية فاحصة.

## معرض

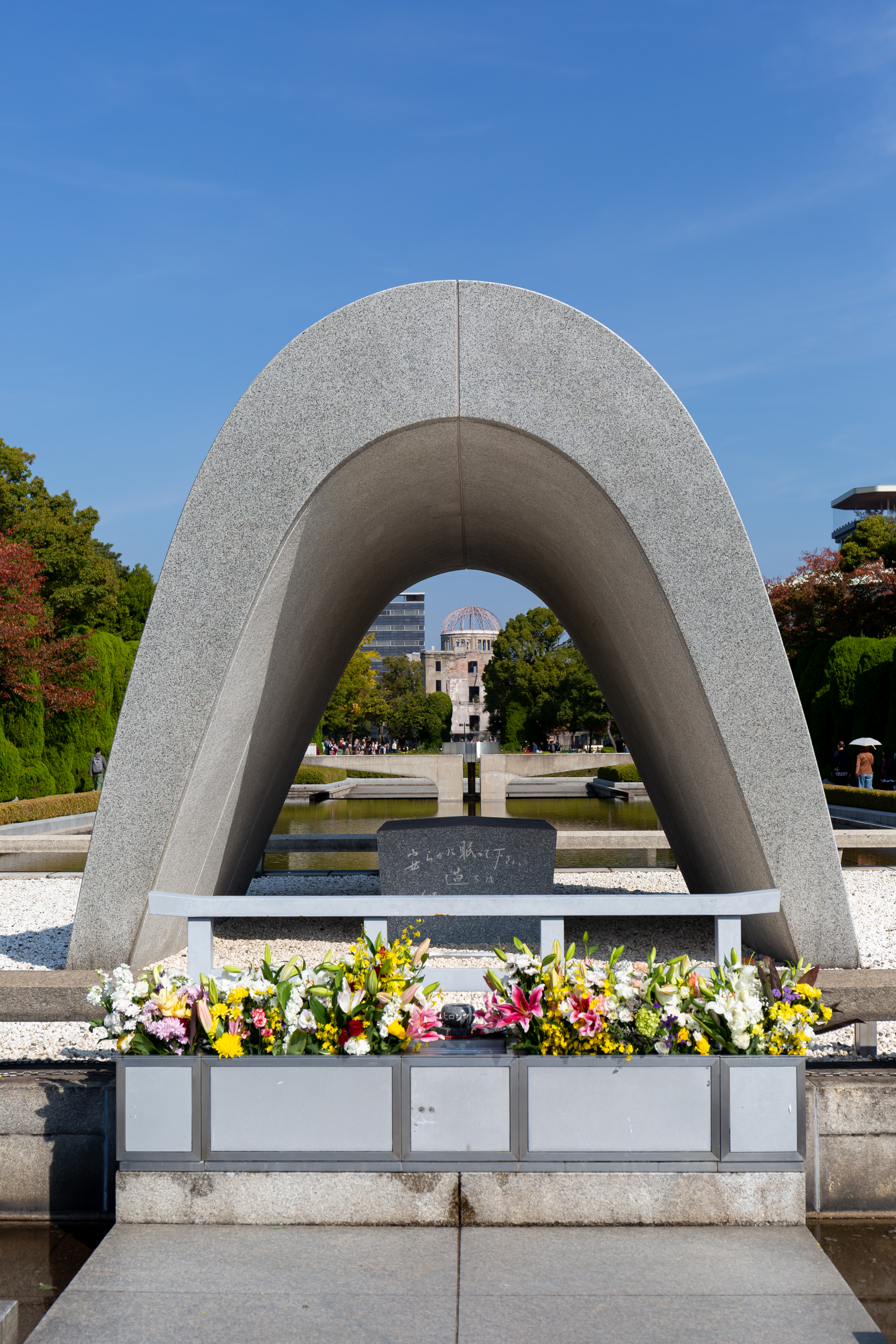
النصب التذكاري لهيروشيما
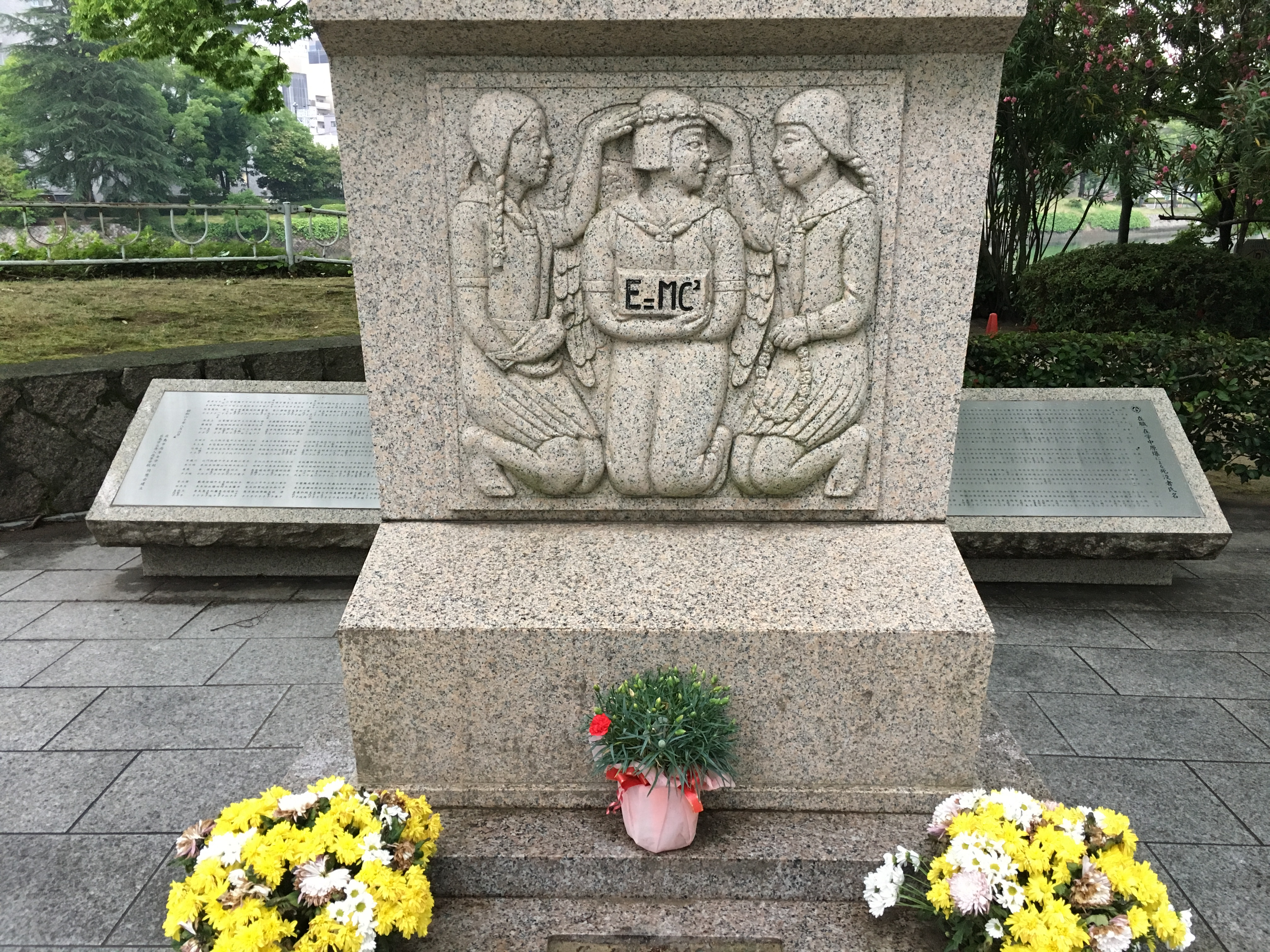
جانب من النصب
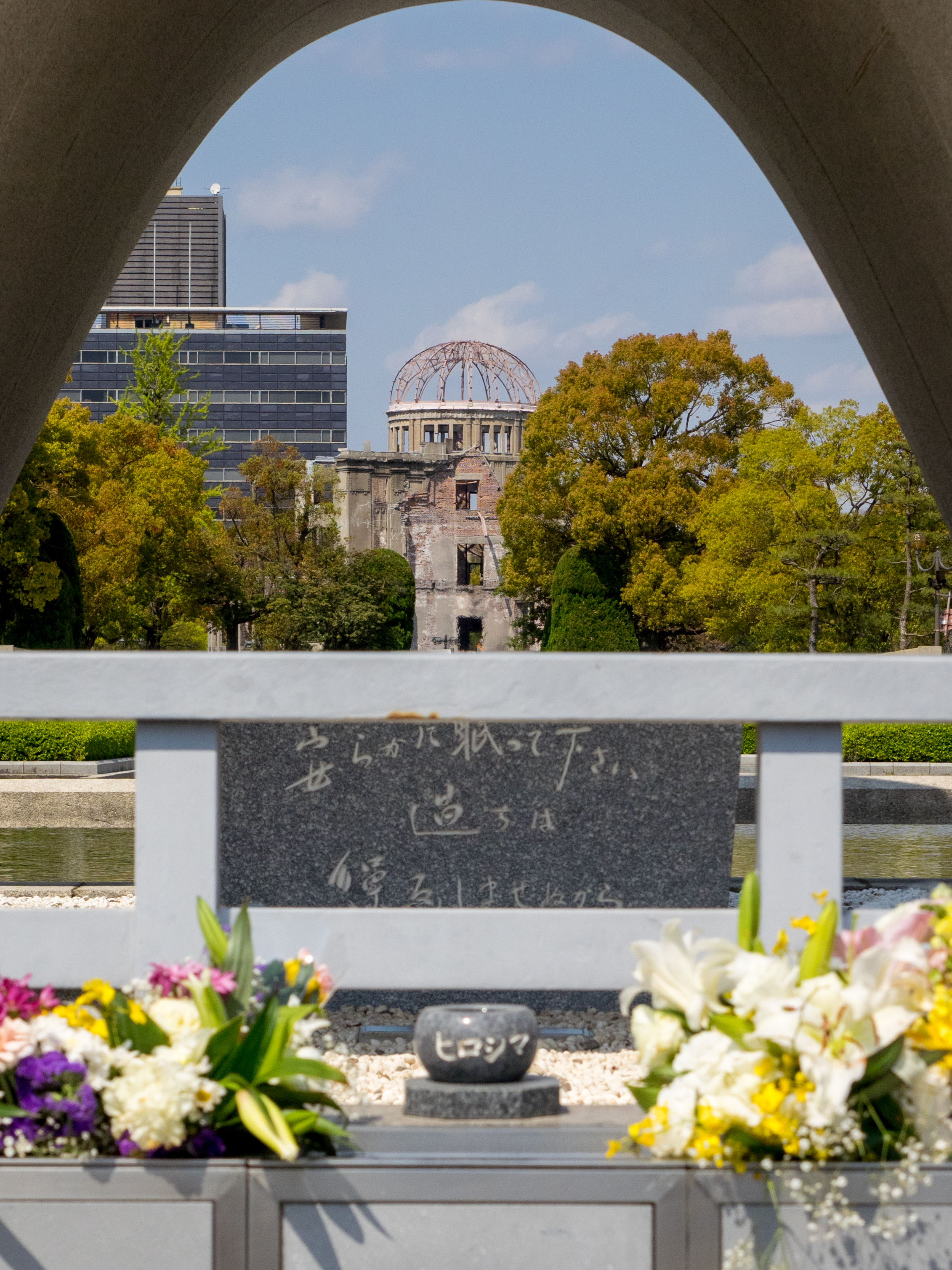
لقطة من النصب

## التاريخ
في صباح يوم 6 أغسطس، 1945م، استخدم السلاح الذّري لأول مرة من قبل الولايات المتحدة فوق هيروشيما ثم فوق ناغازاكي بعدها بأيام. القنبلة التي أعطيت الاسم الحركي (الولد الصغير - Boy Little).